# Ari'imate
Ari'imate Teurura'i, né vers 1824 à Huahine où il est mort le 14 avril 1884, est un prince polynésien du XIXe siècle qui fut, par un coup d'État, roi du royaume de Huahine et Maia'o de 1852 à 1868. Impopulaire, il est renversé par une révolte civile qui le force à renoncer au trône en faveur de son père, dont l'épouse devient la reine Teha'apapa II.

## Biographie

### Origine familiale
Ari'imate, est le fils unique de Tematafa'ainu, fille du chef Hauti'a de Huahine.
Bien que l'identité de son père soit inconnue, il est élevé et éduqué par le pasteur britannique Charles Barff. Il acquit de bonne instruction.

### Un mariage heureux
Il épouse vers 1846 la princesse Maerehia Tamatoa, fille du roi Tamatoa IV de Raiatea et Tahaa et en eut dix enfants :
- Temari'i Teururai (1848-1891), princesse royale, première épouse de Teratane Ariiaue Pomare, futur Pomare V, dernier roi de Tahiti.
- Tapiria Teururai (1850-1888), princesse royale, elle est adoptée par sa tante paternelle, Maihara et grandit à la Cour des Pomare.
- Marama Teururai (1851-1909), prince royal, il est le principal personnage de l'annexion du royaume à la France
- Vaira'atoa Teururai, princesse royale, d'une union libre, elle en eut une fille.
- Ari'imate Teururai (1853-1907), prince royal, qui monte sur le trône de Raiatea et Tahaa entre 1884 à 1888. Il en devient d'ailleurs le dernier souverain.
- Teri'iteporouara'i Teururai (1857-1899), prince royal, sa descendance s'établit à Tahiti.
- Fatino Marae-ta'ata Teururai (1859-1884), prince royal, il eut une nombreuse descendances.
- Tu-rai-ari'i Teururai (1862-?), princesse royale, d'une union libre, elle en eut deux enfants.
- Teri'inavahoro'a  (1863-1918), princesse royale, elle épouse un notaire d'origine française. Onze enfants sont nés de leur union.
- Tefa'aora Teururai (1868-1928), princesse royale, elle eut deux filles.

### Roi de Huahine
Au début des années 1850, afin de venir à bout de la tyrannie de la reine Teriitaria de Huahine, il organise une révolte destinée à renverser la reine. Soutenu par la population et les dignitaires du royaume, il y parvient et se fit offrir le titre de roi en mars 1852.
Son couronnement eut lieu quelque temps après.
Il devient le sixième monarque de l'île et le premier de sa dynastie, les Teurura'i. 

### La destitution
Alors qu'il existe à Huahine une vieille tradition qui veut que tout individu peut trouver asile à Huahine, le roi Ari'imate sous la pression des Français signe un traité avec ces derniers allant à l'encontre de la législation du pays.
Ce geste conduit à une révolte civile qui aboutit à la destitution de ce dernier en 1868.
Les principaux dignitaires du royaume désignèrent son épouse Maerehia a Tamatoa pour lui succéder.
Elle règne sous le nom de Teha'apapa II.
Il se retira de la vie politique tout en restant un conseiller auprès de son épouse.
Un article du New York Times datée du 16 octobre 1868 relate la déposition du roi Ari'imate en juin 1868.

## Titres
Les titres qu'il a portés au cours de sa vie sont:
- 1824 - 18 mars 1852 L'honorable Chef Ari'imate Teurura'i
- 18 mars 1852 -  septembre 1868 Sa Majesté le roi Ari'imate de Huahine

Renversé en 1868 au profit de son épouse, il garde toutefois son titre de prince consort à titre personnel:
- Septembre 1868 - 14 avril 1874 Sa Majesté le prince Ari'imate de Huahine

## Sources
- Tahiti, les temps et les pouvoirs. Pour une anthropologie historique du Tahiti post-européen, Paris, ORSTOM, 543 p., Jean-François BARE.
- Trois ans chez les Canaques. Odyssée d'un Neuchâtelois autour du monde. Lausanne, Payot & C° Éditeurs, 342p., Eugène HANNI.
- Tahiti aux temps anciens (traduction française de Bertrand Jaunez, Pars, Musée de l'Homme, Société des Océanistes, 671p. (édition originale Ancient Tahiti, Honolulu 1928) de Teuira Henry.
- Huahine aux temps anciens, Cahiers du Patrimoine [Savoirs et traditions] et Tradition orale, B.SAURA, édition 2006.
- Chefs et notables au temps du protectorat: 1842 - 1880, Société des Etudes Océaniennes, Raoul TEISSIER, réédition de 1996.